# Ropta (molen)
Ropta is een windmolen iets ten noorden van Metslawier. De molen uit 1836 was een grondzeiler en werd vier jaar later met twintig voet verhoogd tot een stellingmolen. De achtkante bovenkruier was in gebruik als koren- en pelmolen.
In 1962 werd de molen door gemeente Oostdongeradeel overgenomen. In 1971 vond een restauratie plaats. In 1994 kwam de molen in beheer van de Stichting Monumentenbehoud Dongeradeel.

## Interieur

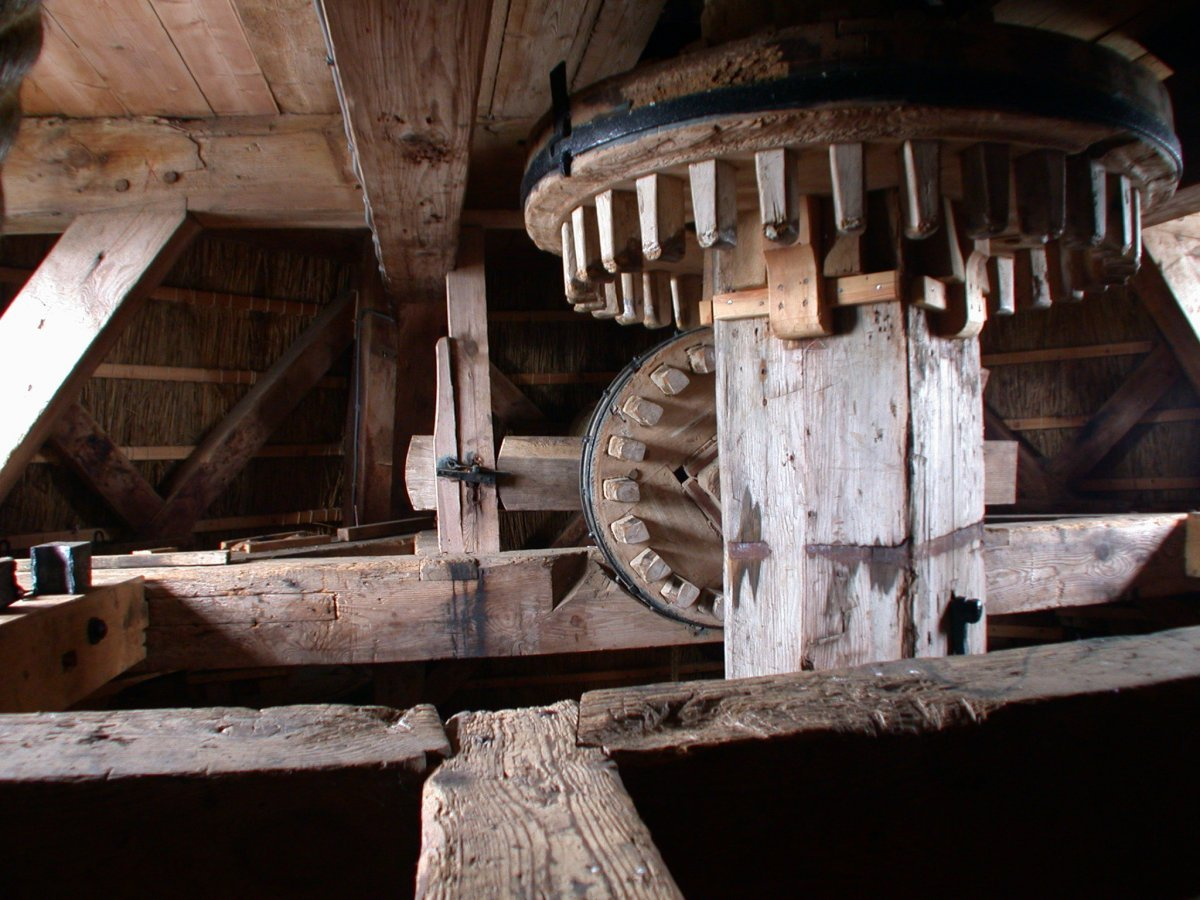
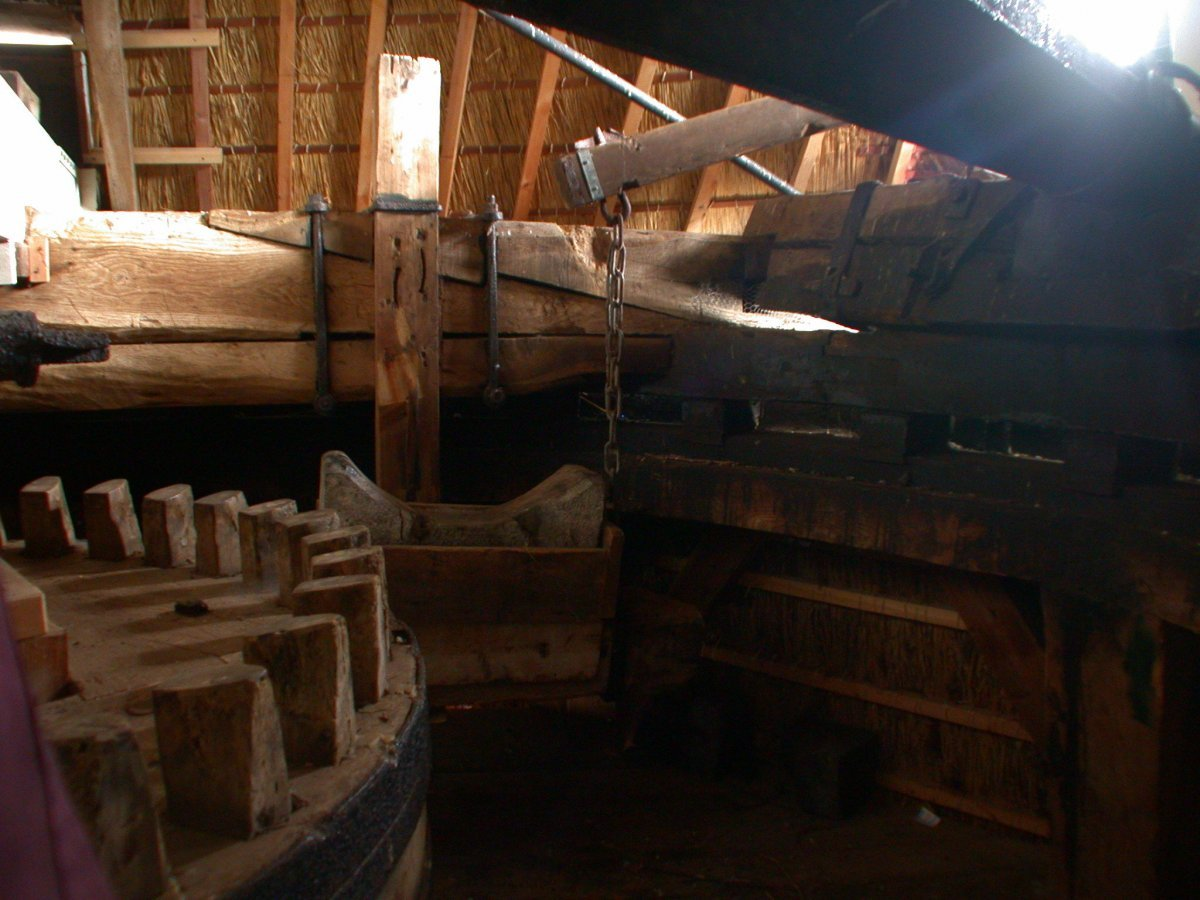
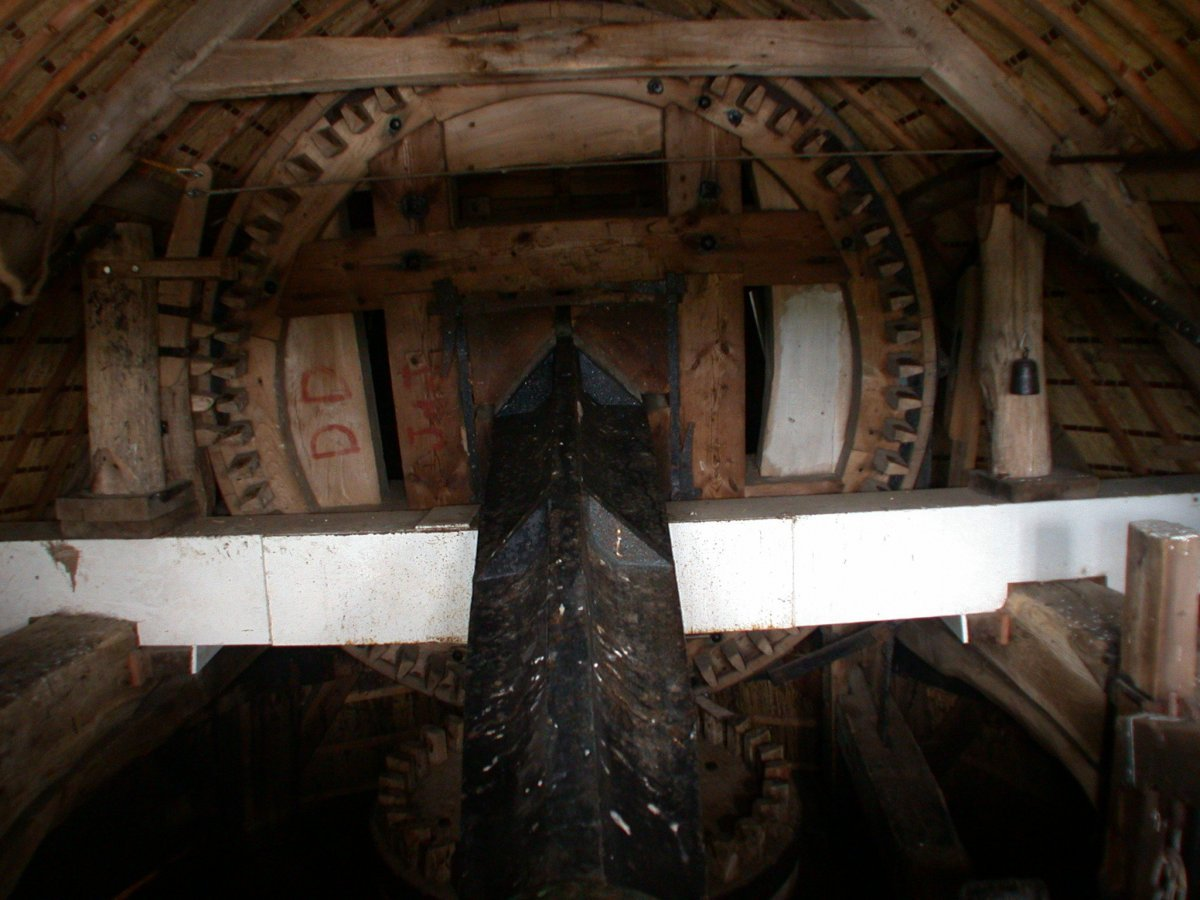